# Таврійська єпархія ПЦУ
Таврійська єпархія — єпархія Православної церкви України, що охоплює парафії Херсонської та Миколаївської областей. Походить із УАПЦ.

## Правлячі архиєреї
- Пантелеймон (Романовський), як єпископ Миколаївський і Херсонський 1991 - 1992
  - (Протягом 1990—1991 років був секретарем Кримського єпархіального управління і благочинним Керченського округу)
- Петро (Петрусь) (в. о.) 1992 - 1996
- Андрій (Абрамчук) (в. о.) 1998 - 2000
- Макарій (Малетич) (в. о.) 2000 - 2015
- Борис (Харко) (з 23 серпня 2015)

## Єпархіяльне управління

### Храми єпархіяльного управління
- Єпархіяльна каплиця Покрови Пресвятої Богородиці, м. Херсон.
- Єпархіяльний храм Похвали Пресвятої Богородиці, м. Херсон.

Канцлер єпархії: прот. Юрій Курило
Економ єпархії: прот. Василь Смаль
Діловод єпархії: прот. Юрій Жук-Гординський

## Єпархіяльні відділи
Відділ комунікації: прот. Юрій Жук-Гординський
Місіонерський відділ: ієром. Амфілохій (Бакай)

## Видання єпархії

### Таврійський індиктіон
щорічний альманах, редактор – єпископ Борис (Харко)

### Парафіяльний вісник
щомісячний часопис, редактор – прот. Юрій Жук-Гординський

## Храми єпархії

### Миколаївськийдеканат
Декан (благочинний) митрофорний протоієрей Іван Дідух
- Парафія свв. апп. Петра і Павла, м. Миколаїв, настоятель: митр. прот. Іван Дідух
- Парафія влмч. Пантелеймона, м. Миколаїв, настоятель: митр. прот. Іван Лещик
- Парафія Покрови Пресвятої Богородиці, м. Баштанка, Миколаївська обл., настоятель митр. прот. Дмитро Федунь
- Парафія Успіння Пресвятої Богородиці, м. Баштанка, Миколаївська обл., настоятель прот. Петро Брус
- Парафія свт. Миколая, с. Христофорівка, Баштанський р-н., настоятель прот. Петро Брус
- Парафія св. ап. єв. Іоана Богослова, с. Дільниче, Миколаївський р-н., Миколаївська обл., настоятель прот. Ростислав Гаразда
- Парафія блгв. Олександра Невського, с. Підлісне, Миколаївський р-н., Миколаївська обл., настоятель прот. Ростислав Гаразда
- Парафія свт. Петра (Могили) Київського, с. Петрівка, Миколаївський р-н., Миколаївська обл., настоятель прот. Іван Левицький
- Парафія прп. Антонія Печерського, с. Озерне, Миколаївський р-н., Миколаївська обл., настоятель прот. Ростислав Гаразда

### Скадовськийдеканат
Декан (благочинний) митрофорний протоієрей Микола Коршнявий
- Парафія св. ап. Андрія Первозваного, м. Скадовськ, Скадовський р-н., Херсонська обл., тимчасово окупована, настоятель митр. прот. Микола Коршнявий
- Тимчасово кафедральний Свято-Михайлівський храм смт. Лазурне, Скадовський р-н, Херсонська обл., тимчасово окупований, ключар прот. Андрій Суддя.
- Парафія апп. Петра і Павла, с. Новоросійське, Скадовський р-н, Херсонська обл., тимчасово окупована, настоятель прот. Андрій Суддя
- Парафія Архистратига Михаїла, с. Шевченко, Скадовський р-н., Херсонська обл., тимчасово окупована, настоятель прот. Володимир Ільчишин
- Парафія свв. апп. Петра і Павла, с. Петрівка, Скадовський р-н., Херсонська обл., тимчасово окупована, настоятель прот. Володимир Ільчишин
- Парафія Вишгородської Ікони Богородиці, с. Нововолодимирівка, Скадовський р-н., Херсонська обл., тимчасово окупована, настоятель ігум. Феодосій
- Парафія всіх Святих Землі Української, смт. Каланчак, Скадовський р-н., тимчасово окупована, настоятель прот. Степан Подольчак

### Херсонськийдеканат
Декан (благочинний), митрофорний протоієрей Юрій Курило
- Парафія Трьох Святителів, м. Херсон, настоятель митр. прот. Юрій Курило
- Парафія Ікони Богородиці "Помічниця в пологах" при міському пологовому будинку, м. Херсон, настоятель свящ. Олександр Зорькін
- Парафія Різдва Іоана Хрестителя, м. Олешки, Херсонський р-н., тимчасово окупована, настоятель митр. прот. Михайло Гарбадин
- Парафія Благовіщення Пресвятої Богородиці, с. Чорнобаївка, Херсонський р-н., настоятель митр. прот. Василь Смаль
- Парафія Стрітення Господнього, с. Чорнобаївка, Херсонський р-н., настоятель митр. прот. Василь Смаль
- Парафія Різдва Пресвятої Богородиці, с. Рибальче, Херсонська обл., тимчасово окупована, настоятель ієрд. Никодим
- Парафія Перенесення мощів свт. Миколая, с. Ігулець, Херсонський р-н., настоятель ієром. Амфілохій (Бакай)

### Каховськийдеканат
Декан (благочинний), митрофорний протоієрей Микола Щуцький
- Парафія Перенесення мощів свт. Миколая, м. Нова Каховка, тимчасово окупована, настоятель митр. прот. Микола Щуцький
- Парафія Св. Пророка Іллі, смт. Таврійськ, Каховський р-н., тимчасово окупована, настоятель митр. прот. Микола Щуцький
- Парафія Свв. Бориса і Гліба, м. Каховка, Каховський р-н., тимчасово окупована, настоятель прот. Юрій Жук-Гординський
- Парафія ікони Божої Матері "Непорушна Стіна", с. Чорноморівка, Каховський р-н., тимчасово окупована, настоятель прот. Юрій Жук-Гординський
- Парафія Преображення ГНІХ, с. Михайлівка, Каховський р-н., настоятель прот. Ярослав Польовий
- Парафія Різдва Іоана Хрестителя, с. Золота Балка, Каховський р-н., настоятель прот. Ярослав Польовий
- Парафія вмч. Юрія Переможця, с. Нові Лагері, Каховський р-н., тимчасово окупована, настоятель свящ. Юрій Лазаренко
- Парафія Стрітення Господнього, с. Обривка, Каховський р-н., тимчасово окупована
- Парафія Архистратига Михаїла, с. Степове, Широківський р-н., Дніпропетровська обл., настоятель митр. прот. Михайло Пацула

## Праці церковної тематики
·       Літургія святого апостола Якова / Переклад на українську єпископа Бориса (Володимира Харка). - Херсон - Львів, 2015. - 52 с.
·       Архиєрейський служебник / Упорядкування єпископа Бориса (Володимира Харка). - Херсон - Львів, 2015. - 144 с.
·       Молитовник за Церкву і народ / Упорядкування єпископа Бориса (Володимира Харка). - Херсон - Львів, 2016. - 80 с.
·       Таврійський індиктіон на 2017 рік / Упорядкування єпископа Бориса (Володимира Харка). - Херсон - Львів, 2016. - 68 с.
·       Архиєрейська Літургія свт. Іоана Золотоустого за служебником Івана Боярського / Упорядник: єпископ Борис (Харко). - Херсон, 2017. - 152 с.
·       Святительський молитвослов / Упорядкування, переклад єпископа Бориса (Харка В.Ю.). - Херсон: Таврійська єпархія УАПЦ, 2017. - 426 с.
·       Молитовний щит / Упорядник: єпископ Борис (Володимир Юрійович Харко). - Херсон, 2017. - 68 с.
·       Архиєрейський служебник за кодексом Івана Боярського / Упорядкування, переклад: єпископ Борис (Володимир Юрійович Харко). – Херсон, 2017. – 212 с.
·       Єпископ Борис. Таврійський індиктіон 2018 / Володимир Юрійович Харко. - Херсон, 2017. - 227 с.
·       Торжество Православія. Великопостовий збірник / Переклад та впорядкування єпископа Бориса (Харка В.Ю.). - Херсон, 2018. - 96 с.
·       Пасія. Хресна Дорога (Роздуми Патріярха Варфоломія) / Переклад та впорядкування єпископа Бориса (Харко В. Ю.). - Херсон, 2018. – 96 с.
·       Із антології патріотичної молитви: За Батьківщину Україну / Упорядник: єпископ Борис (Володимир Юрійович Харко). Євген Сверстюк про Патріярха Мстислава. - Херсон, 2018. - 168 с.
·       Архиєратикон або Святительський Служебник / Упорядкування, переклад єп. Бориса (Харка В.Ю.). – Херсон: Таврійська єпархія УАПЦ, 2018. – 270 с.
·       Україно, молюся за тебе: Антологія патріотичної молитви / упорядник: єпископ Борис (Володимир Юрійович Харко). – Херсон, 2018. – 800 с.
·       Єпископ Борис. Таврійський індиктіон 2019 / Володимир Юрійович Харко. – Херсон, 2018. – 132 с.
·       Послідування великого освячення води Святих Богоявлень. Чин великого освячення води за требником свт. Петра (Могили) / Упорядкування, передмова: єпископ Борис (Володимир Юрійович Харко). – Херсон, 2019. – 42 с.
·       Великоднє Євангеліє українською мовою. Десять перекладів. / Упорядкування єпископа Бориса (Харко В. Ю.). – Буськ – Львів – Херсон, 2019. – 44 с.
·       Таврійський літургікон або служебник / Упорядкування єпископа Бориса (Харко В.Ю.). – Буськ – Львів – Херсон, 2019. – 1080 с.
·       Богослужбове Євангеліє за перекладом митр. Іларіона (Огієнка) / Упорядник єп. Борис (Харко В. Ю.). – Львів – Херсон, 2019. – 1116 с.
·       Єпископ Борис. Таврійський індиктіон 2020 / Володимир Юрійович Харко. – Херсон, 2019. – 160 с.
·       Молитви в час мору / Упорядкування, переклад єпископа Бориса (Харко В.Ю.). – Херсон, 2020. – 98 с.
·       Дияконник або Дияконський Служебник / Упорядкування, переклад єп. Бориса (Харко В.Ю.). – Херсон – Львів: Таврійська єпархія ПЦУ, 2020. – 288 с.
·       Єпископ Борис. Таврійський індиктіон 2021 / Володимир Юрійович Харко. – Херсон, 2020. – 252 с.
·       Чинопослідування освячення храму / Упорядкування, переклад єп. Бориса (Харко В.Ю.). – Херсон: Таврійська єпархія ПЦУ, 2021. – 308 с.
·       Молебник. Чини і моління за уздоровлення / Упорядкував єпископ Борис (Володимир Юрійович Харко). – Херсон, 2021. – 344 с.
·       Єпископ Борис. Таврійський індиктіон 2022 / Володимир Юрійович Харко. – Херсон, 2021. – 256 с.
Молебник. Чини і моління за перемогу і мир / Упорядкував єпископ Борис (Володимир Юрійович Харко). – Львів - Миколаїв, 2022. – 260 с.
Молитовник воїна  / Упорядкував єпископ Борис (Володимир Юрійович Харко). – Львів, 2022. – 120 с.
Таврійський святительський молитвослов / Упорядкування, переклад єп. Борис (Харко В. Ю.). – Львів - Миколаїв, 2022. – 1200 с.
Військовий требник (капеланський) (требник військового капелана) / Упорядник єпископ Борис (Харко В. Ю.) – Миколаїв - Херсон, 2023. - 1312 с.